# Count Five
Count Five — группа из Сан-Хосе (Калифорния), игравшая в стиле гаражный рок в 1960-х годах, наиболее известная своим хитом «Psychotic Reaction».
Группа была сформирована в 1964 году гитаристом John «Mouse» Michalski и вокалистом Ken Ellner, учившимися вместе в старшей школе. После непродолжительного выступления под названием «The Squires» название сменили на «Count Five». В коллектив также вошли Roy Chaney (бас), John «Sean» Byrne (ритм-гитара и основной вокал) и Craig «Butch» Atkinson (ударные). На концертах музыканты выступали в костюмах в стиле Дракулы.
Песня «Psychotic Reaction» была написана Бирном и доработана группой под влиянием современных групп The Standells и The Yardbirds. Песня была отклонена многими лейблами, пока не была достигнута договоренность с лейблом Double Shot Records из Лос-Анджелеса, выпустившим сингл. Сингл сразу же обрёл популярность на прото-панк-сцене, заняв в 1966 году пятое место в американских чартах; был выпущен одноимённый альбом. Группа просуществовала ещё некоторое время, пока их главный хит не стал терять популярность. Другой причиной распада группы послужило то, что музыканты, которым тогда было всего по двадцать лет, решили продолжать своё образование в колледже. В 1969 году коллектив распался окончательно. Через три года о коллективе решил напомнить рок-журналист Лестер Бэнгс, написав статью, а затем книгу под названием «Psychotic Reactions and Carburetor Dung», посвящённую современному гаражному року. В книге Бэнгс уделил группе Count Five отдельный раздел, рассказав, что после их единственного хита коллективом было выпущено несколько альбомов — Carburetor Dung, Cartesian Jetstream, Ancient Lace and Wrought-Iron Railings и Snowflakes Falling On the International Dateline. В действительности эти альбомы существовали лишь в воображении журналиста.
Count Five вновь объединились лишь один раз, в 1987 году, выступив с концертом под названием «One Step Beyond» в одном из калифорнийских клубов. Эта запись была выпущена на пластинке под названием Psychotic Reunion Live.

## Дискография

### Студийные альбомы
- Psychotic Reaction (1966)

### Сборники
- Dynamite Incidents (1983)
- Psychotic Reaction (1987)
- Rarities: The Double Shot Years (2014)

### Концертные альбомы
- Psychotic Reunion LIVE! (1987)

### Синглы
- «Psychotic Reaction» / «They’re Gonna Get You» (1966)
- «Peace of Mind» / «The Morning After» (1966)
- «Teeny Bopper, Teeny Bopper» / «You Must Believe Me» (1967)
- «Contrast» / «Merry-Go-Round» (1967)
- «Declaration of Independence» / «Revelation in Slow Motion» (1968)
- «Mailman» / «Pretty Big Mouth» (1969)